# دوست‌داشتنی وحشتناک
دوست داشتنی وحشتناک (به کره‌ای: 러블리 호러블리) یک مجموعه تلویزیونی محصول سال ۲۰۱۸ است که از شبکه کی‌بی‌اس۲ پخش شد.

## خلاصه داستان
یو فیلیپ (پارک شی-هو) و اوه یول سون (سونگ جی-هیو) در یک روز و یک ساعت متولد شده‌اند و سرنوشت آنها به یکدیگر گره خورده‌است. هرکدام که خوش شانس باشد بدشانسی با دیگری همراه است. فیلیپ یک هنرپیشهٔ مشهور است در صورتی ک یول سون یک نویسندهٔ بدشانس است. حالا آنها سر یک پروژه باهم همکار شده‌اند و داستان‌های یول سون همگی به حقیقت می‌پیوندد.
سونگ جونگ (لی گی کوانگ) نیز تهیه کننده ی پروژه است که توانایی دیدن روح ها را دارد و عاشق یول سون است.

## بازیگران
| بازیگر       | نقش          | یادداشت     |
| ------------ | ------------ | ----------- |
| سونگ جی هیو  | اوه یول سون  | نویسنده اوه |
| پارک شی-هو   | یو فیلیپ     |             |
| لی گی کوانگ  | لی سونگ جونگ | تهیه کننده  |
| چوی یئو جین  | کی ایون یونگ |             |
| هام ایونجونگ | یونا         |             |

| نام           | کاراکتر     |
| ------------- | ----------- |
| جانگ هیوک-جین | کانگ ته شیک |
| هوانگ سون هی  | کیم را یون  |
| جانگ یونگ نام | کیم اوک هی  |
| سونگ دو سوب   | سه مین جون  |
| جونگ سون وو   | چونگ یول    |
| لی کیو بوک    | کی سون      |
| مو سو بین     | پارک سو مین |